# Jacques Leblanc (physiologiste)
 (juin 2021).
Si vous disposez d'ouvrages ou d'articles de référence ou si vous connaissez des sites web de qualité traitant du thème abordé ici, merci de compléter l'article en donnant les références utiles à sa vérifiabilité et en les liant à la section « Notes et références ».
Pour les articles homonymes, voir Leblanc et Jacques Leblanc.
Jacques Leblanc (né à Saint-Joachim le 23 août 1921 - mort le 13 novembre 2010) est un physiologiste et professeur québécois.
Jacques Leblanc a voyagé à travers le monde lors de sa carrière pour présenter ses recherches dans des universités comme Harvard et la Sorbonne de Paris[réf. souhaitée].

## Honneurs
- 1989 : Prix Marie-Victorin
- 1991 : Prix Léo-Pariseau
- 1992 : Membre émérite de l'Association canadienne-française pour l'avancement des sciences (ACFAS)
- 1994 : Prix Michel-Sarrazin